# Turnišče
Turnišče là một khu tự quản (tiếng Slovenia: občine, số ít – občina) trong vùng Pomurska của Slovenia. Turnišče có diện tích 23.8 km2, dân số là theo điều tra ngày 31 tháng 3 năm 2002 là 3422 người. Thủ phủ khu tự quản Turnišče đóng tại Turnišce.